# Barbatia cancellaria
Barbatia cancellaria – gatunek morskiego, osiadłego małża z rodziny arkowatych (Arcidae).
Muszla długości 2,5–5 cm, kształtu owalnego, wydłużonego. Periostrakum muszli w kolorze brązowo-czerwonym, pokryte włoskami. Występuje przytwierdzony bisiorem do podłoża skalnego w płytkich wodach. Gatunek rozdzielnopłciowy, bez zaznaczonych różnic płciowych w budowie muszli. Odżywia się planktonem.
Występuje w Ameryce Północnej od Florydy po Karaiby.